# Pedersöre kommunvapen

Pedersöre kommunvapen.

Pedersöre kommunvapen skapades av Bo Aurén och fastställdes 1984. Kornaxet är en symbol för jordbruket och axets tre delar representerar de tre ursprungliga kommunerna som sammanslogs till nuvarande Pedersöre kommun: Esse, Pedersöre (Pedersöre landskommun) och Purmo. De tre korsen står för de tre kyrkliga församlingarna i kommunen.

## Blasonering
Blasonering på svenska: "I ett rött fält ett kornax omgivet av tre spikkors; allt i guld." Det finns också en officiell finsk variant av blasoneringen: "Punaisessa kentässä kolmen naularistin ympäröimä ohrantähkä; kaikki kultaa."

## Vapen för tidigare kommuner inom den nuvarande kommunen
Esse och Purmo hade egna vapen som blev inofficiella efter kommunsammanslagningen 1977. Gamla Pedersöre landskommun använde också ett annat vapen.

### Esse
Esses kommunvapen utformades av Gustaf von Numers och fastställdes 1962 med följande blasonering: "I fält av guld en av vågskuror bildad, höjd bjälke och under denna fyra blåklockor vars stjälkar äro korsformigt förenade; allt blått". Den vågformade bjälken syftar på Esse å, medan blåklockorna symboliserar fälten längs ådalen.

### Pedersöre
Tidigare Pedersöre kommuns vapen ritades av Gustaf von Numers och fastställdes 1958 med blasoneringen "I rött fält ett kulkors omgivet av ett infattningsvis ställt rep, båda av guld." Korset syftar på Pedersöre kyrka, som är en medeltida stenkyrka och en av de äldsta i Österbotten. Kyrkans spira pryds av ett kulkors. Repet symboliserar sjöfart.

### Purmo
Vapnet utformades av Torsten von Numers och fastställdes 1954 med följande blasonering: "I blått fält ett treberg av guld varpå står en tillbakaseende lo av samma tinktur; beväring röd, örontofsar svarta." Motivet syftar på Lostenen, ett stort flyttblock i Överpurmo, och de lokala traditioner som har anknytning till flyttblocket.

Esse (1962–1976)
Pedersöre (1958–1984)
Purmo (1954–1976)